# Longifolen
Longifolen ist der Trivialname eines natürlich vorkommenden Kohlenwasserstoffs. Longifolen ist ein chirales, rechtsdrehendes, tricyclisches Sesquiterpen.

## Vorkommen

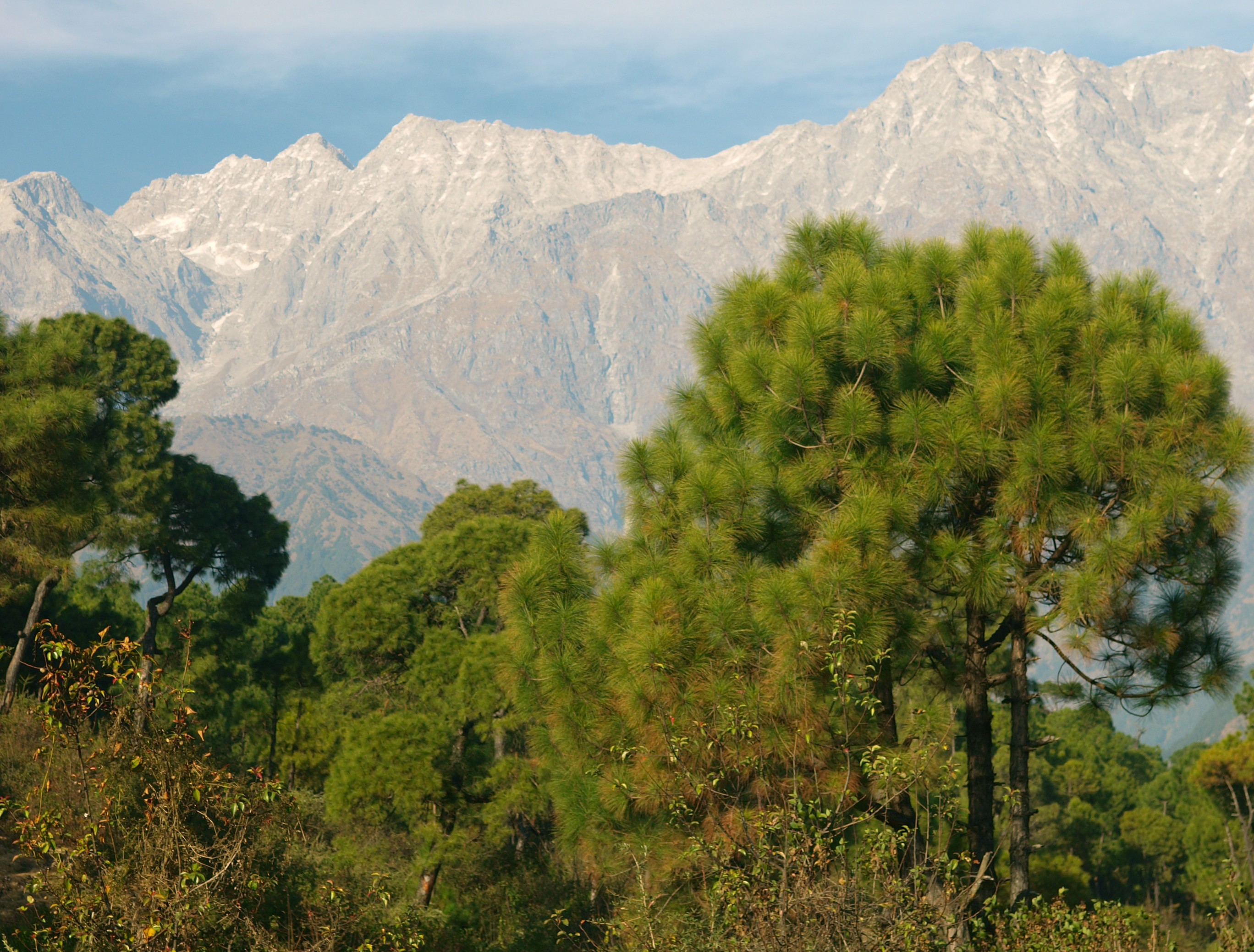
Kiefer (Pinus roxburghii)

Der Name leitet sich ab von Pinus longifolia, einem mittlerweile nicht mehr gebräuchlichen Name der Kiefer Pinus roxburghii, aus dessen Harz er isoliert wurde und in dem es in einer Konzentration von 5 bis 10 % vorliegt.

## Verwendung
Longifolen wird in der Organischen Chemie für die Herstellung von Dilongifolylboran, einem chiralen  Hydroborierungsreagenz, verwendet.
Longifolen ist einer der Hauptaromakomponenten der Teespezialität Lapsang Souchong, da diese über Kiefernholz geräuchert wird.

## Synthese
Die Struktur der tricyclischen Verbindung wurde von verschiedenen Arbeitsgruppen untersucht. Die Totalsynthese von E. J. Corey führte dabei zur Entwicklung neuer synthetischer Methoden.
Die Synthese nach Corey erfolgt ausgehend vom Wieland-Miescher-Keton in einer dreizehnstufigen Synthese über Wittig-Reaktion, Oxidation der dabei entstehenden Doppelbindung zum Diol mittels Osmiumtetroxid, Ringerweiterung, interner Cyclisierung und weiterer Reaktionsschritte unter Bildung des Racemats.
Die Darstellung der optisch aktiven Komponente gelingt in einer mehrstufigen Synthese mittels (+)-2,3-Butandithiol als chiralem Agent.